# 헤르만니 피흘라야매키
헤르만 마틴포이카 "헤르만니" 피흘라야메키(핀란드어: Herman Matinpoika "Hermanni" Pihlajamäki, 1903년 11월 11일 - 1982년 6월 4일)는 핀란드의 레슬링 선수였다. 그는 1932년과 1936년 올림픽에서 레슬링 자유형에 참가했고 각각 금메달과 동메달을 획득했다. 그는 1931년 유럽 선수권 대회 자유형에서 금메달을 획득했고, 1935년 유럽 선수권 대회 자유형과 그레코로만형에서 2개의 은메달을 획득했다.
그는 경찰관으로 일했다. 그의 사촌 쿠스타 피흘라야메키 또한 경찰관이었고 올림픽 레슬링 챔피언이었다.

## 참조
1. ↑  “헤르만니 피흘라야메키”. sports-reference.com. 2016년 3월 4일에 원본 문서에서 보존된 문서. 2016년 5월 25일에 확인함.